# Contré
Contré (también, Contre) es una comuna francesa situada en el departamento de Charente Marítimo, en la región de Nueva Aquitania.

## Demografía
| 225 | 201 | 192 | 171 | 165 | 144 | 138 |
| Para los censos de 1962 a 1999 la población legal corresponde a la población sin duplicidades (Fuente: INSEE [Consultar]) |     |     |     |     |     |     |